# معدن سائل

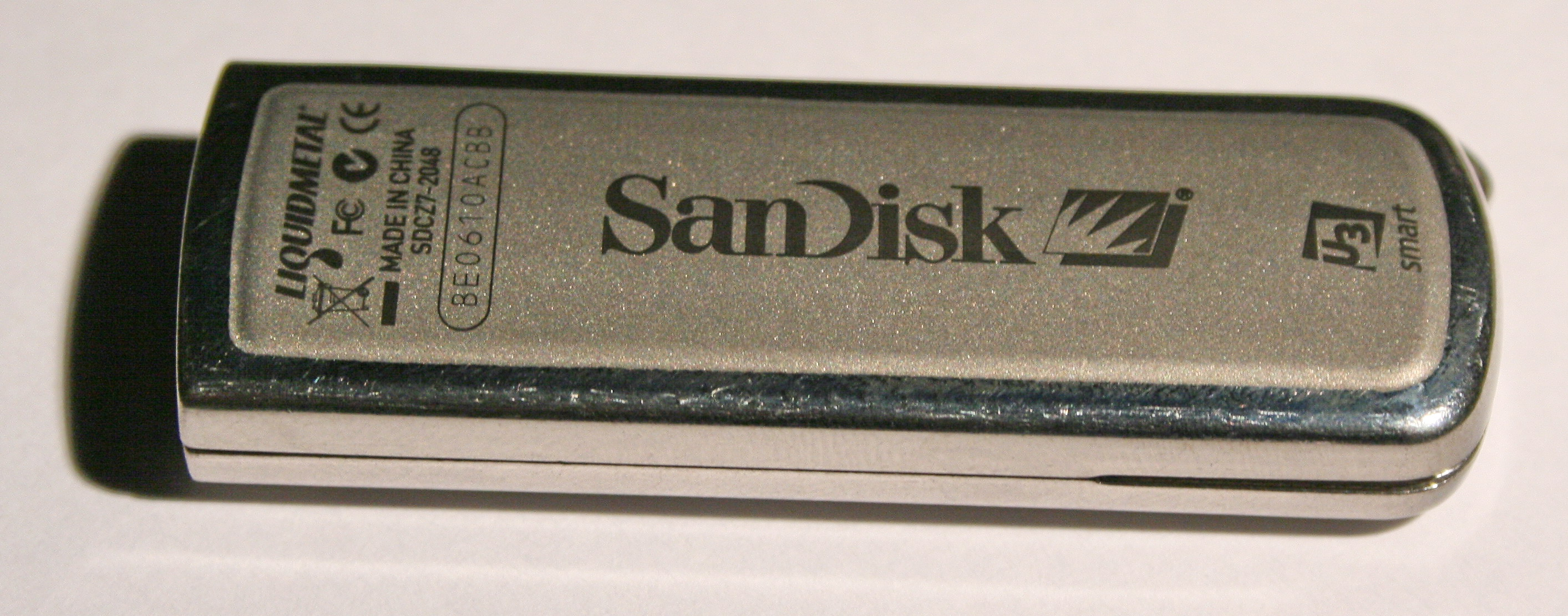

المعدن السائل أو فيتريلوى هي أسماء تجارية لسلسة من السبائك المعدنية الغير متبلورة وهي ثمرة اكتشاف حققه معهد كاليفورنيا للتكنولوجيا في العام 1992، استخدم حتى الآن في صنع مضارب الغولف، وقد يظهر قريبا في علب الهاتف المحمول ومضارب البيسبول والمشارط الجراحية.
قد يكون هذا المعدن «البطل الخارق» الجديد في عالم المعادن، فهو أقوى بمرتين من التيتانيوم والفولاذ. وهو لا يصدأ ويمكن تطويعه مثل البلاستيك وشحذه ليصبح حادا كالزجاج وكأي بطل خارق تشوبه نقطة ضعف: حذار تسخينه كثيرا لئلا يفقد قوته.على الرغم من اسمه (المعدن السائل) الا انه ليس سائل..ولكنه صلب في درجة حرارة الغرفة.
ولا تتردد شركة Liquidmetal Technologies في ليك فورست بكاليفورنيا التي تقوم بتسويق المعدن عن إطلاق لقب «ثوري» عليه.
ويقول الدكتور مايكل أشبي أستاذ الهندسة في جامعة كمبريدج في بريطانيا ومستشار الشركة إن المعدن الجديد يجمع بطريقة فذة بين مادة ذات خواص استثنائية وبين مقدرة تطويع تلك المادة إلى أشكال استثنائية.

## خلفية
تركيبة مختلفة
وتنبع مزايا المعدن السائل المدهشة من تركيبته التي تختلف عن المعادن المعروفة. فعندما يبرد المعدن العادي يشكل حبيبات بلورية صغيرة توجد ذراتها داخل شبكة. والحدود الفاصلة بين هذه الحبيبات هي نقاط الضعف - أي الأماكن التي تحدث فيها التشققات ويبدأ الصدأ.
وقد اكتشف العلماء في العام 1959 أنه إذا تم تبريد بعض الخلائط المعدنية بسرعة كبيرة، فإنه لن يتاح للذرات الوقت الكافي لتشكيل البلورات في حالة اصطفاف لتكوين شبكة بل تبقى مختلطة عشوائيا، كما في السوائل أو الزجاج.
إلا أن الطريقة الوحيدة لتبريد معدن ذائب بالسرعة الكافية هي في صنعه كشرائط رفيعة، أو كطلاء مرشوش. ولا يمكن وصل تلك الشرائط؛ لأن صبها صعب والحرارة تسمح للذرات بالتبلور مجددا.
وبالنظر إلى تمتعه بخواص مغناطيسية فريدة تم استعمال المعدن السائل في ملصقات مقاومة السرقة في محلات البيع بالتجزئة وفي المحولات الكهربائية. كما استعمل المعدن كطلاء لرش أنابيب حفر آبار النفط؛ لوقايتها من الاهتراء.
وفي العام 1992 اكتشف الدكتور وليم جونسون والدكتور أتاكان بيكرس في معهد كاليفورنيا للتكنولوجيا طريقة لحل مشكلة التبريد. فقد صنعا خليطا معدنيا من عناصر لا تتناسب مع بعضها البعض: التيتانيوم والنحاس والنيكل والزيركونيوم والبيليريوم. وبما أن ذرات هذه العناصر تختلف من حيث أحجامها فهي لا تشكل بلورات بسهولة حتى وإن تم تبريدها بسرعة. والآن يمكن صنع قطعة بسماكة بوصة.
واغتنمت شركة ليكويد ميتال تكنولوجيز هذه الفرصة وطورت تقنية صب بالتعاون مع كالتيك وشركة هاوميت ميتال مولد.
وفي قالب الصب يكشف المعدن السائل عن ميزة جديدة، فهو لا يتقلص عندما يتصلب كما تفعل المعادن المألوفة التي يكون سطحها خشنا عندما تخرج من القوالب وتحتاج إلى خراطة وصقل.
ويقول جون كانغ، المدير التنفيذي للشركة: «إن ما يحدث مع المعدن السائل باختصار، إنك تستطيع تشكيل قطع منه على غرار تشكيل قطع البلاستيك».
البداية مضارب الجولف
وحسب جونسون، وهو الآن مستشار ليكويد ميتال تكنولوجيز، أنه يمكن صب المعدن السائل بدقة ميكرون واحد، أي واحد على 000,25 من البوصة. ويمكن صب نصل مشرط يخرج حادا من القالب ولا يحتج إلى شحذ.
وكان الإنتاج الأول للشركة عبارة عن رؤوس مضارب الغولف؛ وذلك بسبب الميزة المثيرة الأخرى للمعدن، وهي نقل كمية أكبر من طاقة المضرب إلى الكرة من الفولاذ أو التيتانيوم، نظريا على الأقل.
إلا أن مضارب الغولف تشكل ميدانا تنافسيا شديدا؛ ولذلك قررت الشركة التوقف عن إنتاج مضاربها بنفسها، وأخذت تتعاون مع شركات كبرى أخرى لصنع المضارب «بعد أن أيقنا أن شركتنا لا تعمل في مجال صناعة المنتوجات الاستهلاكية».
وفي الوقت نفسه تبحث الشركة عن سبل توسيع مجالات استعمال خليطها المعدني، وهي تبني الآن مصنعا في كوريا الجنوبية لصنع علب الهاتف المحمول. ومع أن علب الهاتف المحمول ليس مجال الاستعمال الأمثل لمعدن قوي جدا كهذا، يقول كانغ: «إن قوة المعدن وسهولة صبه يجعله مثاليا».
ويضيف كانغ: «صانعو الهواتف المحمولة يريدون صنع جهاز أصغر وأرق، ونحن نوفر لهم القدرة على صنع أجهزة أصغر مما يمكن صنعه بأي معدن آخر».
وتدرس وكالة أبحاث المشاريع الدفاعية المتقدمة أيضا إمكانية استعمال الخليط المعدني الجديد في عدد من المجالات الأخرى. وينظر أحد المشاريع في إمكانية استعمال الخليط في صنع قذائف اختراق الدروع كبديل لليورانيوم المنضب الذي يثير مخاوف صحية وبيئية عديدة.
ورغم كل مزاياه لا يزال المعدن السائل ينقصه التجريب على نطاق واسع؛ ولذلك تركز الشركة على الصناعات التي لديها استعداد أكبر لتجربة كل شيء جديد.
ويقول جون بريبزكو أستاذ العلوم والمواد في جامعة ويسكانسن: «إن صناعة الأدوات الرياضية نقطة بداية أسلم من صناعة الطائرات، على سبيل المثال».
ويضيف: «لن يسقط أحد من السماء ولن تغرق سفينة إذا ارتكبت خطأ. وإذا كسرت مضرب غولف يمكنك أن تفاخر بأنك قوي جدا، بدلا من أن تضع اللائمة على مضرب ضعيف».
ثم أن هناك مسألة الحرارة، إن المعدن السائل، مثله مثل الزجاج، يلين إذا تم تسخينه - بدرجة حرارة 750 فهرنهايت (للمعدن) وبالمقارنة، يحتاج الفولاذ إلى 2100 درجة لكي يصبح مطاوعا. ولكن جونسون يقول: «إن ثمة خلائط معدنية متحولة أحدث عهدا هي أكثر مقاومة للحرارة».

## ديبي بهيم
أن هذه التكولوجيا هي ثورة وأنها الجيل الثالث في صناعة المواد. تقنية ستغير وجه العالم كما نعرفه.
حيث يعتبر الفولاذ هوالثورة الأولي في صناعة المواد وهو أساس الثورة الصناعية المعاصرة، إذ بدأ منذ القرن التاسع عشر بابتكار السير الإنجلزي هنري بيسيمر طريقة لإنتاج الفولاذ على مستوى تجاري وبطريقة غير مكلفة. كان الفولاذ الرخيص أساسياً للثورة الصناعية الحديثة. المصانع، المركبات، سكك الحديد، الجسور وناطحات السحاب كانت كلها نتاجاً لتوافر هذا الفولاذ الرخيص.
أما الثورة الثانية فقد كانت في قدوم البلاستيك إلى الساحة. برغم كونه على 1/50 من صلابة الفولاذ، إلا أن كلفته المتدنية بوأته مقعداً متقدماً ونمواً عنيفاً. خلال القرن العشرين، ابتكر الكيميائيون البلاستيك الحراري، وهو نوع من البلاستك يقبل الصب. قالب واحد يسمح بصب آلاف القطع منه بعكس الفولاذ والتيتانيوم والذي تستهلك قوالبها بعد مرة واحدة من الاستخدام. باستخدام قالب واحد، يمكن أن تنخفض كلفة الإنتاج بما يزيد في بعض الأحيان عن عشر مرات.
و اليوم تأتي الثورة الثالثة، المعادن السائلة الخاصة، معادن أصلب بمرتين أكثر من التيتانيوم وبنفس قابلية المعالجة الموجودة في البلاستيك. في القرن الحادي والعشرين، تمكن علماء من معهد كاليفورنيا لأبحاث التكنولوجيا وشركة (Liquidmetal Technologies) من تطوير تكنولوجيا تتصرف فيها المعادن كما يتصرف البلاستيك. هذا الصنف الجديد من السبائك والمدعو بـ (فيتريلوي 1) أو (Vitreloy 1) قادر على التشكل بسهولة ومرونة أكبر بسبب تركيبه الذري اللامتبلور والذي يشبه تركيب السوائل. بدلاً من التحول من الحالة السائلة إلى الحالة البلورية في المادة، سبائك المعادن السائلة الخاصة ترتفع لزوجتها بانخفاض درجة حرارتها. كل المعادن الأخرى هي إما في حالتها الصلبة أو السائلة بالاعتماد على درجة حرارتها.
عندما نقول معادن سائلة خاصة فهي ليست سوائل كما هي المعادن السائلة العادية وإنما هي معادن صلبة ولكن تكون في مرحلة من مراحل إنتاجها سائلة. عندما تتصلب هذه المواد فإنها تكون بقابلية تشكيل أكبر وصلابة أشد.كما يقارنها هذا الجدول مع معادن أخرى تبدو الصفات الفيزيائية للمعادن السائلة الخاصة هذه مذهلة:
| الصفة                              | فيتريلوى 1 | سبائك الالومنيوم | سبائك التيتانيوم | سبائك الفولاذ |
| ---------------------------------- | ---------- | ---------------- | ---------------- | ------------- |
| الكثافة (جم/سم3)                   | 6.0        | 2.6-2.9          | 4.3-5.1          | 7.8           |
| حد المرونة (مليار باسكال)          | 1.9        | 0.10-0.63        | 0.18 – 1.32      | 0.50 – 1.6    |
| حدود التوتر المرن                  | %2         | ~ 0.5 %          | ~ 0.5 %          | ~ 0.5 %       |
| صلابة التكسر (مليون باسكال. م ½)   | 20 – 140   | 23- 45           | 55 – 115         | 50 – 154      |
| القوة النوعية (مليار باسكال/غ/سم3) | 0.32       | <0.24            | <0.31            | <0.21         |

صفات فيتريلوي 1 : هذه المواد مرشحة للاستخدام في عدد لا نهائي من التطبيقات من صناعة الساعات، مضارب الجولف وأجسام الأجهزة الإلكترونية إلى تطبيقات في الصناعة والطب والدفاع...